# Сесилія (Луїзіана)
Сесилія (англ. Cecilia) — переписна місцевість (CDP) в США, в окрузі Сент-Мартін штату Луїзіана. Населення — 1807 осіб (2020).

## Географія
Сесилія розташована за координатами 30°20′11″ пн. ш. 91°50′53″ зх. д. / 30.33639° пн. ш. 91.84806° зх. д. (30.336400, -91.847921).  За даними Бюро перепису населення США в 2010 році переписна місцевість мала площу 5,54 км², з яких 5,49 км² — суходіл та 0,06 км² — водойми.

## Демографія
Згідно з переписом 2010 року, у переписній місцевості мешкало 1980 осіб у 700 домогосподарствах у складі 510 родин. Густота населення становила 357 осіб/км².  Було 764 помешкання (138/км²).
Расовий склад населення:
| - 58,6 % — білих - 37,9 % — чорних або афроамериканців - 1,3 % — корінних американців - 0,4 % — азіатів |

До двох чи більше рас належало 1,4 %. Частка іспаномовних становила 1,2 % від усіх жителів.
За віковим діапазоном населення розподілялося таким чином: 28,6 % — особи молодші 18 років, 60,8 % — особи у віці 18—64 років, 10,6 % — особи у віці 65 років та старші. Медіана віку мешканця становила 34,5 року. На 100 осіб жіночої статі у переписній місцевості припадало 92,6 чоловіків;  на 100 жінок у віці від 18 років та старших — 89,2 чоловіків також старших 18 років.
Середній дохід на одне домашнє господарство  становив 64 591 долар США (медіана — 61 454), а середній дохід на одну сім'ю — 75 161 долар (медіана — 73 846). Медіана доходів становила 60 674 долари для чоловіків та 28 583 долари для жінок. За межею бідності перебувало 23,2 % осіб, у тому числі 36,6 % дітей у віці до 18 років та 0,0 % осіб у віці 65 років та старших.
Цивільне працевлаштоване населення становило 626 осіб. Основні галузі зайнятості: мистецтво, розваги та відпочинок — 20,8 %, фінанси, страхування та нерухомість — 12,1 %, сільське господарство, лісництво, риболовля — 11,8 %.